# Peter Yates
Peter Yates (Aldershot, Hampshire; 24 de julio de 1930 - Londres; 9 de enero de 2011) fue un director y productor de cine británico. Realizador de varios filmes clásicos como Bullitt, John y Mary, La sombra del actor, The Friends of Eddie Coyle o La guerra de Murphy, entre otras. Fue nominado cuatro veces al Premio Óscar, una como mejor director y como mejor productor por El relevo en 1979, y dos más (director y productor) por La sombra del actor, en 1983.

## Biografía
Hijo de un oficial de ejército, estudió en el Charterhouse School y posteriormente, en la Royal Academy of Dramatic Art de Londres. Sus primeros trabajos llegaron en el mundo de la interpretación en la década de 1940. Después de esto, fue piloto de carreras de coches y administrador de Stirling Moss. En el mundo del cine, empezó con películas de habla no inglesa dentro de Gran Bretaña, antes de trabajar en 1958 como asistente de dirección junto a Mark Robson en El albergue de la sexta felicidad (1958); con Tony Richardson en El animador (1960), y con J. Lee Thompson en Los cañones de Navarone (1961). A partir de 1962, dirigió episodios de la serie de televisión de la cadena ITV El Santo.
Debutó como director con un musical ideado por Cliff Richard, Vacaciones de verano, que pese a su calidad artística, fue el segundo éxito de la temporada en las taquillas británicas de 1963. Su siguiente film, una adaptación de la obra teatral One Way Pendulum (1965), que había sido un éxito, no lo fue en cine. Yates se resistió a la tentación de adaptar visualmente la excéntrica familia del cuento de N. F. Simpson, dejándola con un tono de comedia.
A lo largo de la década de 1960, alternó el cine con la televisión. Probó suerte durante tres años, con una serie al estilo del primer James Bond: Danger Man (1964), protagonizada por Patrick McGoohan. Su éxito hizo que pasara después a un formato más largo, con episodios de una hora en vez de treinta minutos, cambiando su título por el de Koroshi (1966). Tras esta experiencia abandonó la televisión y se centró en el cine.
Volvió con una de las primeras obras notables de su carrera El gran robo (1967), un thriller metódico y eficiente basado en el asalto al tren postal de Glasgow-Londres cometido en 1963 y que inspiraría una serie de películas con temática similar.
El éxito de El gran robo le abrió las puertas de su primer trabajo en Hollywood. Basada en la novela de Robert L. Pike, Bullitt, protagonizada por Steve McQueen, marcó el género policíaco de la época y pasaría a la historia del cine por su impresionante persecución automovilística. Ganó el premio Oscar al mejor montaje y obtuvo cuatro premios Globo de Oro: a la dirección, montaje, banda sonora, y actor secundario (Robert Vaughn).
El director se trasladó a Nueva York y continuó haciendo películas en Estados Unidos, normalmente dirigía películas británicas que se realizaban en los estudios de Hollywood.
Entre 1968 y 1973, realizó un número de películas de acción. Pasando de la acción a una historia más intimista, dirigió John y Mary (1969), con Dustin Hoffman y Mia Farrow. Después llegaría La guerra de Murphy (1971), un relato bélico de la Segunda Guerra Mundial, sobre un único superviviente de un barco británico torpedeado por un submarino alemán, que planea una venganza sobre los nazis, destacando la interpretación de Peter O'Toole. 
En 1972, dirigió Un diamante al rojo vivo, otro thriller de ladrones de bancos, basado en la novela de Donald Westlake y protagonizado por Robert Redford. Después llegaría The Friends of Eddie Coyle (1973), una de sus mejores películas, protagonizada por Robert Mitchum, y ¿Qué diablos pasa aquí? (1974), una comedia sobre el mundo del hampa, con Barbra Streisand encabezando el reparto. La década de 1970 acabó para Yates con títulos menores como El madre, la melones y el ruedas (1976) y Abismo (1977), aunque tomó cierto aliento con El relevo (1979). 
La década de 1980 fue bastante irregular. Después de El ojo mentiroso (1981), Krull (1983) y Eleni (1985), llegaron títulos como La sombra del actor (1983) y Sospechoso (1987). 
Ya en la década de 1990 siguió trabajando con títulos como El año del cometa (1992), Compañeros de habitación (1995), Una razón para luchar (1995) y Fantasmas a escena (1999), con Michael Caine y Maggie Smith en los roles de fantasmas de Broadway. 
En el 2000, consiguió hacer realidad uno de sus sueños, dirigir una adaptación televisiva de la obra de Miguel de Cervantes, Don Quijote de la Mancha.

## Filmografía
- El Santo (The Saint, 1962, serie de televisión, 7 episodios)
- Vacaciones de verano (Summer Holiday, 1963)
- One Way Pendulum (1964)
- Danger Man (1964, serie de televisión)
- Koroshi (1966, película para televisión)
- El gran robo (Robbery, 1967)
- Bullitt (1968)
- John and Mary (1969)
- La guerra de Murphy (Murphy's War, 1971)
- Un diamante al rojo vivo (The Hot Rock, 1972)
- El confidente (The Friends of Eddie Coyle, 1973)
- ¿Qué diablos pasa aquí? (For Pete's Sake, 1974)
- El madre, la melones y el ruedas (Mother, Jugs & Speed, 1976)
- Abismo (The Deep, 1977)
- El relevo (Breaking Away, 1979)
- El ojo mentiroso (Eyewitness, 1981)
- Krull (1983)
- La sombra del actor (The Dresser, 1983)
- Eleni (1985)
- Sospechoso (Suspect, 1987)
- La casa de Carroll Street (The House on Carroll Street, 1988)
- Un hombre inocente (An Innocent Man, 1989)
- El año del cometa (Year of the Comet, 1992)
- Compañeros de habitación (Roommates, 1995)
- Una razón para luchar (The Run of the Country, 1995)
- Fantasmas a escena (Curtain Call, 1999)
- Don Quijote (2000, película para televisión)
- A Separate Peace (2004, película para televisión)

## Premios y reconocimientos
Premios Óscar
| Año  | Categoría      | Trabajo nominado    | Resultado |
| ---- | -------------- | ------------------- | --------- |
| 1980 | Mejor película | El relevo           | Nominado  |
| 1980 | Mejor director | El relevo           | Nominado  |
| 1984 | Mejor Película | La sombra del actor | Nominado  |
| 1984 | Mejor Director | La sombra del actor | Nominado  |